# Süntelbuchenallee

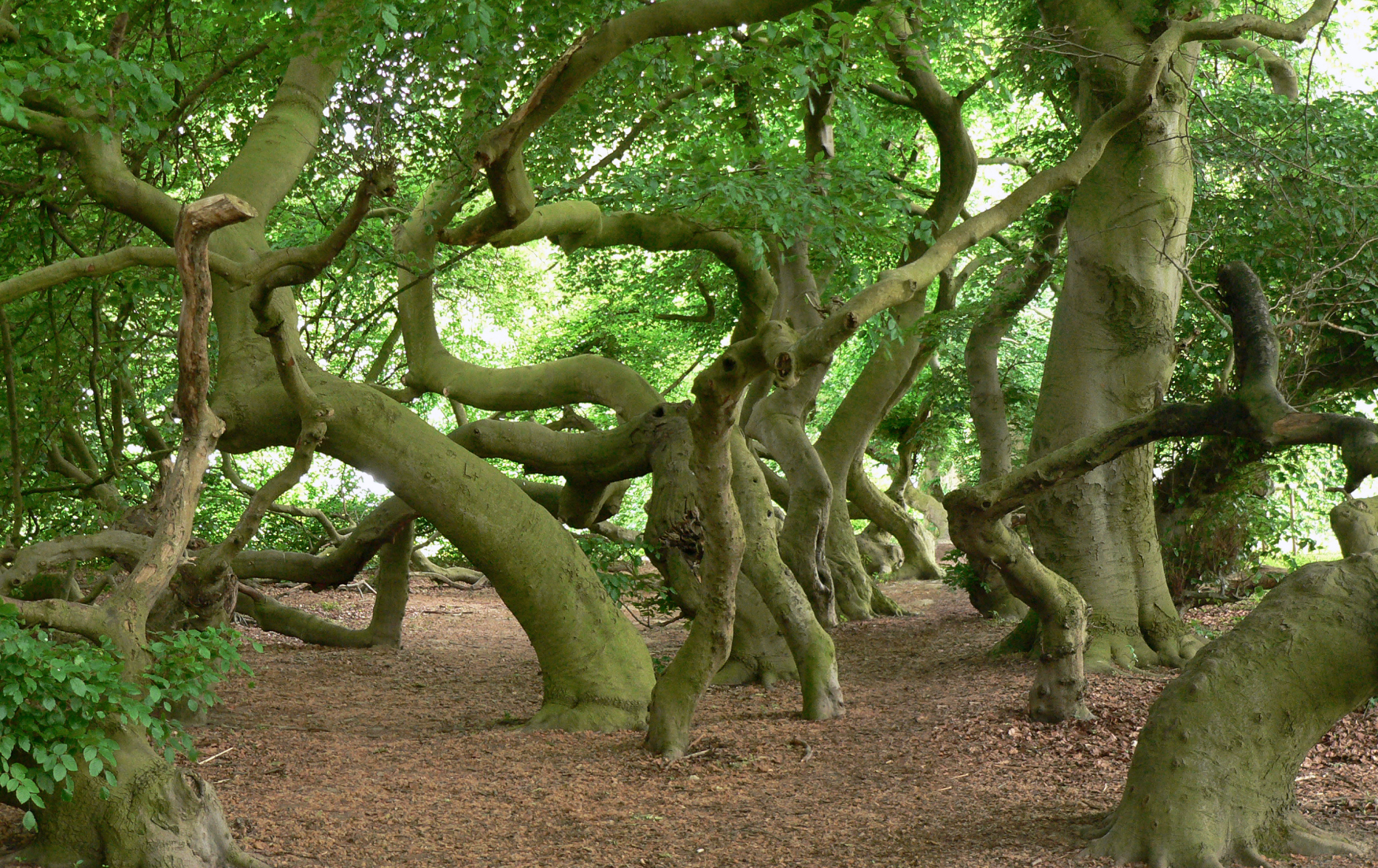
Süntelbuchenallee Bad Nenndorf

Die Süntelbuchenallee ist ein Wahrzeichen der Stadt Bad Nenndorf im Landkreis Schaumburg in Niedersachsen. Sie befindet sich im historischen Kurpark der Stadt und gilt als einzigartig in Deutschland. Die Allee besteht aus etwa 100 Süntel-Buchen und ist ca. einen halben Kilometer lang.

## Geschichte
Anfang des 20. Jahrhunderts begann der Brunnengärtner und Dendrologe Carl Thon (1867–1955), aus Bucheckern der sogenannten Tilly-Buche, die bis 1994 am Nordostrand des Süntels unweit von Bad Nenndorf stand, Sämlinge zu ziehen. Mit diesen pflanzte er den Grundstock für die Allee. Durch Wurzelaustriebe und Absenker wuchs die Anzahl der Süntelbuchen. Zusätzliche Anpflanzungen neuer Exemplare führten zu einem Bestand von annähernd 100 Süntel-Buchen.
Umfangreiche Maßnahmen zur Renaturierung der Süntelbuchenallee wurden 2013 durchgeführt. Unter der Aufsicht von Baumsachverständigen sowie in Abstimmung mit den Denkmalschutzbehörden wurden verschiedene Bäume rund um die Allee gefällt. Auch einige abgestorbene Süntel-Buchen wurden entnommen, um jüngeren Exemplaren genügend Freiraum zum Wachsen zur Verfügung zu stellen.
Im März und April 2015 kam es zu Vandalismus an den Süntel-Buchen. Dabei wurden mindestens zwei Jungbäume zerstört.

## Veranstaltungen
Im Januar 2012 und 2015 fand das Neujahrsleuchten in der Süntelbuchenalle statt. Während dieser mehrtägigen Aktion wurden die Bäume von Lichtkünstlern beleuchtet und in Szene gesetzt, begleitet wurde die Performance durch ein Rahmenprogramm mit verschiedenen Live-Bands und anderen Veranstaltungen.